# Kenzo Nakamura
Kenzo Nakamura (jap. 中村兼三, Nakamura Kenzo, * 18. Oktober 1973 in der Präfektur Fukuoka) ist ein ehemaliger japanischer Judoka. Er war Olympiasieger 1996 und Weltmeister 1997 im Leichtgewicht.

## Karriere
Der 1,78 m große Kenzo Nakamura siegte 1995 bei der Universiade in Fukuoka. Drei Monate später gewann er bei den Asienmeisterschaften in Neu-Delhi durch einen Finalsieg über den Südkoreaner Kwak Dae-sung. Zu Beginn des Jahres 1996 siegte er beim Tournoi de Paris.
Bei den Olympischen Spielen in Atlanta bezwang er seine ersten drei Gegner vorzeitig durch Ippon: den Österreicher Thomas Schleicher, den Algerier Abdelhakim Harkat und den Deutschen Martin Schmidt. Im Halbfinale gegen den Mongolen Khaliuny Boldbaatar siegte er durch eine Strafe für den Mongolen (keikoku). Im Finale traf Kenzo Nakamura auf den Südkoreaner Kwak Dae-sung und gewann durch Schiedsrichterentscheid (yusei-gachi).
Im Jahr darauf besiegte Nakamura im Viertelfinale der Weltmeisterschaften in Paris den Deutschen Udo Quellmalz und im Halbfinale den Portugiesen Guilherme Bentes. Mit seinem Finalsieg über den Franzosen Christophe Gagliano gewann er den Weltmeistertitel. Bei den Asienspielen 1998 in Bangkok erreichte er das Finale, unterlag aber dort dem Mongolen Khaliuny Boldbaatar. 2000 gewann er noch einmal den Titel bei den Asienmeisterschaften. Bei den Olympischen Spielen in Sydney bezwang er in den ersten beiden Runden den Rumänen Claudiu Baștea und den Polen Jarosław Lewak. Im Viertelfinale unterlag er dem Südkoreaner Choi Yong-sin und in der Hoffnungsrunde verlor er gegen Jimmy Pedro aus den Vereinigten Staaten. Am Ende lag Nakamura damit auf dem neunten Platz.
2001 wechselte Kenzo Nakamura ins Halbmittelgewicht, der Gewichtsklasse bis 81 Kilogramm. Er gewann in dieser Gewichtsklasse 2001 noch einmal das Tournoi de Paris. Bei den in München ausgetragenen Weltmeisterschaften 2001 unterlag er im Halbfinale dem Esten Aleksei Budõlin und im Kampf um eine Bronzemedaille dem Schweizer Sergei Aschwanden. 2002 wurde er mit dem japanischen Männerteam Mannschaftsweltmeister.
Kenzo Nakamuras Brüder Yukimasa Nakamura und Yoshio Nakamura waren ebenfalls Judoweltmeister.